# Британія (римська провінція)

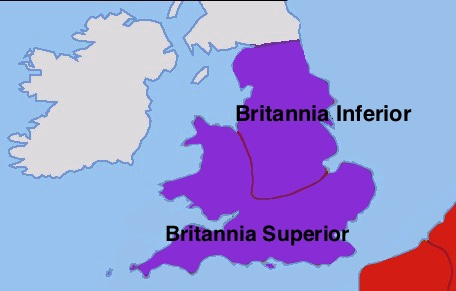
Адміністративний поділ Британії у ІІІ столітті

52°13′ пн. ш. 0°34′ зх. д. / 52.22° пн. ш. 0.57° зх. д.
Британія (лат. Britannia) — римська провінція, яка охоплювала південну і центральну частини острову Велика Британія (території нинішніх Англії та Уельсу, і, на короткий період часу, південь Шотландії). Перебувала у складі Римської імперії в 43/44 — 410 роках н. е.
Вперше римляни здійснили вторгнення на острів в сер. I ст. до н. е. на чолі з Юлієм Цезарем; як база, була використана нещодавно завойована Галлія. Однак, тоді все обмежилося двома грабіжницькими походами в 55 і 54 до н. е.
Римське завоювання Британії почалося в 43 н. е. за імператора Клавдія і продовжувалося до кінця 60-х років. Британія стала однією з околичних провінцій Римської імперії. Римляни неодноразово намагалися захопити весь острів, але це їм не вдалося через затятий опір піктів, що проживали на півночі.
Після утворення провінції почали романізовуватися південна, східна і частково центральна області, а от захід і північ майже не зазнали її впливу. Римське панування прискорило процес соціального розшарування але не призвело до корінних змін в кельтському суспільстві. Місцеве населення часто піднімало повстання (наприклад, дуже потужним було повстання Боудіки в 61 н. е.).
Завоювання було закріплено системою укріплених пунктів (римські табори) і військових доріг. У ІІ ст., щоб запобігти постійним набігам з не непідкореної частини острова Британія, вздовж північних кордонів були споруджені римські вали. Загальна чисельність римської армії в Британії досягала, за різними даними, від 40 до 52,5 тисяч осіб.
Криза Римської імперії позначилась і на долі Британії. З кін. III ст. активізувалися напади кельтських та германських племен. На поч. V ст. легіони були виведені на материк і римське панування в Британії завершилося, колишня провінція розпалася на ряд незалежних кельтських королівств.

## Вторгнення римлян під проводомЦезаря
У ході Галльської війни у 56 р. до н. е. брити послали допомогу галльському племені венетів, які повстали проти римського панування. Наступного року Цезар навідується до Британії, щоб покарати бритів за їх допомогу венетам. Цезар відплив з 2 легіонами з Portus Itius (зараз Булонь) вночі 26 серпня 55 року до н.е.і наступного ранку висадився на британському березі. Брити, які намагались перешкодити його висадці, були відкинуті вглиб країни і не чинили більше особливого опору. Втім, Цезар незабаром уклав з ними мирну угоду з досить вигідними для них умовами і повернувся в Галлію.
Влітку наступного 54 року до н. е. Цезар знову поплив до Британії, цього разу з 2 легіонами піхоти і 2000 вершниками на 800 кораблях. Залишивши невеликий загін для прикриття кораблів, Цезар з іншими силами пішов углиб країни. Кассівелаун (лат. Cassivelaunus), воєначальник бритів, разом з вождями інших кельтських племен, зокрема Цінгеторіксом, Луготоріксом, Таксимагулом, намагався зупинити рух Цезаря, але був розбитий, і таким чином його столицю було захоплено наступом. Тоді він став просити миру. Цезар узяв з нього контрибуцію і повернувся на материк, не залишивши в Британії жодного гарнізону, тому що події в Галлії та Римі вимагали його присутності. Торговельні та дипломатичні зв'язки Британії та Риму тим часом зміцнювалися.

## Встановлення римського панування
За часів Августа планувалось декілька походів на Британію, які так і не здійснилися. В 43 році н. е. імператор Клавдій вирішив обкласти даниною бритів. Тому він послав до Британії Авла Плавція з 4 легіонами. Плавцій висадився в Британії, там боровся з бритами під проводом Каратака, дійшов до північного берега Темзи, де став чекати прибуття імператора з рештою війська. Після прибуття імператора брити незабаром були розбиті вщент (згідно з Діоном Касієм), або ж вони здались без бою (згідно з Светонієм), і Клавдій повернувся до Риму, залишивши Плавція для захисту нових підкорених володінь.
У 43 році майбутній римський полководець Веспасіан (в майбутньому — римський імператор) як легат вступив в Уельсі в уперту боротьбу з Каратаком, що очолив плем'я силурів. Переміг їх у 51 році з військами губернатора Британії Осторія Скапули. Самого Каратака видала римлянам королева бригантів — Картімандуя. Десятьма роками пізніше Боудікка, цариця племені іценів, яке займало нинішні Норфолк і Саффолк, скориставшись відсутністю римського префекта Светонія Пауліна, який вів кампанію в Уельсі, налаштувала свій народ на повстання проти римлян. Светоній поспішив із заходу, дав бритам бій поблизу Лондинія і розбив їх ущент, винищивши 70-80 тис. бритів. Після цього повстання зовсім припинилися; наступники Светонія стали дотримуватися більш м'якої політики, і римська цивілізація швидко поширилася всією територією Британії.
Хронологічно наступною великою подією є призначення Агріколи, тестя Тацита, правителем Британії (78-84). Він підкорив Уельс, Північну Англію і в Шонтландії переміг в битві останнє незалежне плем'я каледонців.

#### Романізація
Вже за Флавіїв остаточно оформилося розташування військ. Legio IX Hispana після придушення повстання бригантів (71-72 роки), заснував на землях племені фортецю Ебуракум (Йорк). Між 108 та 119 роками цей легіон був замінений на Legio VI Victrix. Legio XX Valeria Victrix, який спочатку базувався у Камулодуні, близько 88 р. заснував фортецю Дева Віктрікс (нині Честер).
Значна військова присутність зумовлювала необхідність створення колоній для наділення землею ветеранів. Першою такою колонією ще в середині І ст. став Камулодун (нині Колчестер), який також виконував роль столиці провінції. У 96 чи 98 році права колонії отримали міста Глевум (Глостер) та Ліндум (Лінкольн). Можливо, таке рішення було прийняти для заспокоєння солдат після вбивства популярного у військах імператора Доміціана у 96 р.
Вже за Флавіїв у південних регіонах Британії з'являються товарні вілли, а також відбувається значне скорочення площі лісів. Надалі цей процес прогресує, причому господарями добре організованих господарств римського типу усе частіше стають представники племінної знаті. Також найбільш розвинені племена півдня та південного заходу ще до кінця І ст. будують міста за римським взірцем, а також амфітеатри. Натомість, в Іспанії, Галлії та Африці аналогічні споруди у більшості своїй з'явилися вже протягом ІІ ст. Причинами такого феномену може бути бажання Риму підкупити формально незалежні, союзні племена, а також значне багатство останніх, засноване на експорті металів, рабів та сільськогосподарської продукції.

## II століття
У 120 році імператор Адріан відвідав Британію і наказав побудувати ряд укріплень, щоб стримувати набіги північних племен (див. Вал Адріана). Тоді ж він надав статусу колонії провінційній столиці Лондинію.
Сама провінція підпорядковувалася імператору і управлялася префектом.
За Адріана римська військова присутність на острові досягла свого стабільного максимуму. За підрахунками істориків, у трьох легіонах служило 16,5 тис. легіонерів, а також 36 тис. ауксиліїв — солдатів допоміжних військ. З них 30 % припадало на кавалерію.
Легіонери з часів Доміціана отримували 300 денаріїв, а також регулярні подарунки та премію 3000 денаріїв при виході у відставку.  Піхота допоміжних військ — 250 денаріїв, а кавалерія — 350. Загалом утримання британських військ могло коштувати Імперії до 20 млн денаріїв на рік, що служило значним стимулом для економічного розвитку острова.
У 142-144 рр., За царювання Антоніна Пія, на північ від валу Адріана був побудований вал Антоніна, який охопив бл. 18 тис. км2 території на півдні Каледонії. Вже через 20 років цю територію довелося залишити.
З 165 по 189 рік Римська Імперія зазнала кількох хвиль так званої «Антонінової чуми», яка за підрахунками Р. Літтмана забрала життя 7-10 % населення і 13-15 % військових. Одночасно, зі 166 по 180 роки на Дунаї тривали Маркоманнські війни, які потребували залучення додаткових контингентів з інших ділянок кордону. Усе це могло значно послабити британські легіони.
Уже в 175 році Марку Аврелію довелося відправили до Британії 5500 сарматських вершників. Між 180 та 184 роками пікти прорвали Адріанів вал і вбили легата. Наміснику Ульпію Марцеллу вдалося відбити атаку.

## III століття
У 207 році імператор Септимій Север прибув до Британії, щоб особисто вести свої війська проти племен, що населяли Каледонію. Ця експедиція коштувала життя тисячам римських воїнів, і, формально завершена мирним договором, не привела до фактичного придбання нових територій. Перебуваючи в Британії до своєї смерті у 211 році, Север поділив острів на дві окремі провінції: Верхню Британію, столицею якої лишився Лондиній та Нижню Британію з центром в Ебуракумі. Остання охопила території племен коританів, паризіїв, бригантів та корновіїв, а також два легіони.
Починаючи з 235 року Римська імперія увійшла в низку військово-політичних криз, спричинених одночасно посиленням ролі армії, натуралізацією господарства та зростаючою самодостатністю окремих провінцій. Перед намісниками та військовою верхівкою поставала спокуса стати самостійними і захопити в свої руки верховну владу.
Так, з 259 по 284 рік Британія була частиною Галльської імперії, а в 286 році Караузій, командир римського флоту, який крейсував по Ла-Маншу для захисту Британії і Галлії від фризьких піратів, проголосив себе імператором Британії.
Імператор Максиміан в 289 році послав проти нього невдалу експедицію, так що Караузій царював сім років до 293 року, поки не був убитий своїм скарбником Аллектом, який зайняв його престол. В кінці царювання Аллекта Британія була вдруге підпорядкована Риму Констанцієм Хлором (296 рік). Потім Констанцій здійснив похід в Каледонію і помер в Ебуракумі (Йорк) у 306 році. Тоді ж його син Константин був проголошений його наступником над британськими частинами.
Феномен британського сепаратизму цікавий тим, що у ІІІ ст. острів мав достатній демографічний та економічний потенціал для того, щоби утримувати три легіони з допоміжними військами, тобто близько 50 тисяч солдатів.
Імператор Діоклетіан не раніше 293 року створив діоцез Британія, який складав частину галльської префектури і підпорядковувався наміснику (лат. vicarius), що жив в Ебуракумі. Діоцез складався з 4 провінцій — Britannia Prima зі столицею у Коринії, Britannia Secunda (Ебуракум), Flavia Caesariensis (Ліндум) і Maxima Caesariensis (Лондиній), кожна з яких керувалась особливим префектом. П'яту провінцію утворила Валенція, проте точна її локалізація досі є дискусійною (дві найбільш ймовірних гіпотези: провінція утворилася на місці Каледонії або була виділена з Другої Британії, чи виникла просто в результаті перейменування однієї з відомих чотирьох провінцій). Також в Британії розташовувався легкий військовий римський флот з командами, набраними з бритів.

## IV—V століття: набіги і кінець панування римлян

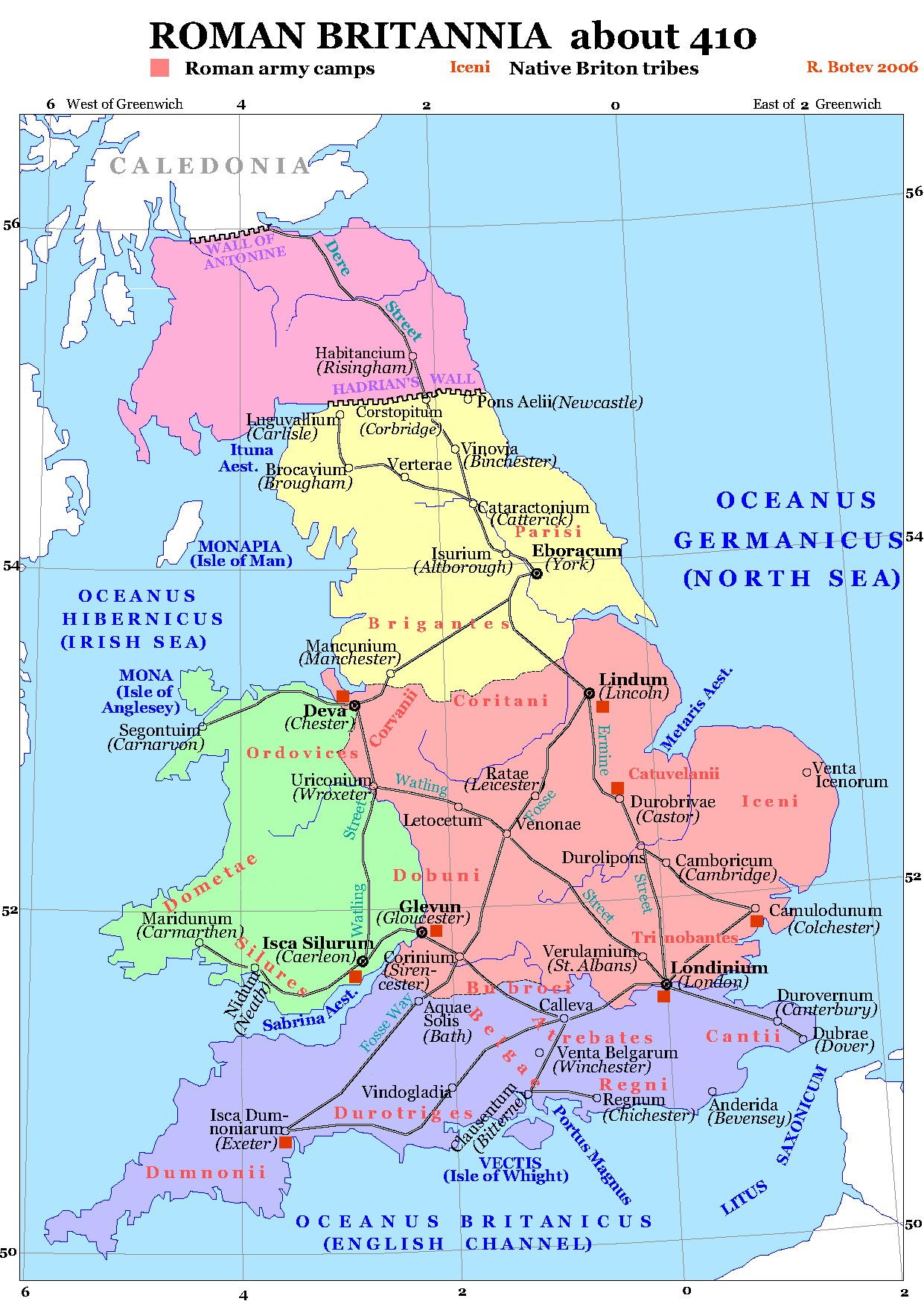
Адміністративний поділ Британії у 293—410 роках

Незабаром після цього почалися безупинні набіги піктів і скотів на римські володіння в Британії. Скоти, що населяли західну частину Каледонії, належали до гойдельскої гілки кельтів і прийшли сюди з Ірландії. Найімовірніше, що пікти також належали до кельтського племені і швидше до бритської, ніж до гойдельскої гілки. У 367 р. пікти і скоти подолали вал Адріана з потурання гарнізону і пройшли по всій країні до Лондинія. Проти них був висланий воєначальник Феодосій, батько імператора Феодосія Великого, і разом зі своїм сином витіснив їх до валу Антоніна. У 383 р. один з воєначальників Феодосія, Максим, проголосив себе імператором Британії, Галлії та Іспанії і був затверджений в цьому сані Феодосієм і Валентініаном. П'ять років по тому він спробував опанувати й Італію, але був схоплений і страчений в Аквілеї, в 388 р. його військо більше не поверталось до Британії, яка стала ще більш беззахисною. У 396 р. Стиліхон послав туди один легіон для захисту від набігів піктів. Костянтин III, проголошений британськими легіонами імператором, в 407 році, повів військо з Британії в Галлію, залишивши першу абсолютно беззахисною від набігів північних горян. У 410 р., за указом імператора Гонорія, римський протекторат над Британією був знищений і остання була віддана на ласку долі.
Останні звернення романізованих бритів до Риму з проханням про допомогу для боротьби з варварами датовані 440-ми роками.

## Природні умови та економіка

#### Географія.
У післяльодовиковий період відбувається поступова регресія Британських островів. Відмовідно, у римську добу значні території суші ще знаходилися нижче рівня моря. Зокрема, значно більшою була затока Уош на сході Британії: вона підходила близько до сучасних міст Лінкольн та Пітерборо. Естуарій Гамбер майже досягав Йорка, а Бристольська затока утворювала додаткові рукави у південно-східному напряму.

На початку ери клімат острова був подібний до сучасного, але з більш виразною зимою. За Страбоном (Географія, IV, 2) на землях британців 
…частіше йдуть дощі, аніж сніг і навіть у погожі дні туман тримається так довго, що за цілий день сонце видно тільки 3 чи 4 години близько полудня 

Географ Помпоній Мела (Хорографія, ІІІ, 50) зазначав, що Британія:
…пласка, величезна і родюча, вона, однак, виробляє те, що йде на поживу скоріше худобі, ніж людям.. Вона має рощі, ліси і велетенські ріки… деякі виробляють дорогоцінне каміння та перлини.
Протягом І-ІІІ ст. завдяки впливу римського кліматичного оптимуму у Британію проникло виноградарство. За даними палеокліматології, липневі температури були на 1°С вищі, ніж у середині ХХ ст. Сприятлива фаза тривала до кінця IV ст., тобто на 50-70 років довше, ніж у Центральній Європі. Зрештою, близько 400 року у Британії стався перехід до вологішої та холоднішої погоди. На середину V ст. середньорічні температури впали на 1,5°С, а кількість опадів зросла на 10 %. В горах межа землеробства опустилася на 200—250 метрів, що сприяло міграції кельтських племен на рівнини. Усе це спричиняло неврожаї, падіж худоби тощо.

#### Гірнича справа.
Британія була знана в античному світі завдяки покладам олова в Корнуоллі. Фінікійські мореплавці експортували цей метал до Середземномор'я.
На початку ери джерела описують британців як племена, що загалом поступаються за рівнем розвитку кельтам Галлії. Прихід римлян з їх розвиненою агротехнікою, гірничою справою та металургією, сприяв освоєнню ресурсів Британії. Окрім олова, значно зріс видобуток свинцю — другого за поширенням металу у Римській {{iw|Римська металургія|імперії|en|Roman_metallurgy}.

Основним центром видобутку свинцю та олова залишався Корнуолл. Свинець та мідь також добували на сході та півночі Уельсу. Тут же, на землях племені деметів експлуатувалися золоті копальні Дулакоті. Залізо видобували на південному сході Британії та в районі сучасного Бристоля. Як гірничо-металургійний осередок, Британія поступалася іспанським провінціям, але займала чільне місце у Римській Імперії. 

#### Сільське господарство.
Продуктивність сільського господарства знаходилася на стандартному рівні для римської Європи. За підрахунками Саймона Еплбаума, врожайність зернових на добре організованих віллах досягала 15-20 бушелів з акра (10-13 ц/га), тоді як нормальним вважався врожай 1:5 або 6-8 ц/га. Такий же рівень продуктивності відзначався у сусідніх провінціях — Белгіці та Германії.
Вілли відігравали значну роль у забезпеченні хлібом міст та армії, але їх частка у загальному землекористуванні була скромною. Археологами доведено існування 326 вілл і ще близько двох тисяч менших господарств.  Середній розмір вілли становив 130 га, тоді як найбільша вілла у Бігнорі (територія регнів) мала бл. 760 га.
У римський період на півдні Британії починає розвиватися вівчарство і виробництво шерстяних тканин. Окремі селища спеціалізуються на гончарстві та склярстві.

#### Економічний розвиток.
Сталий розвиток Римської Британії почався з правління Флавіїв. Внаслідок походів Агріколи та укріплення кордонів в часи Адріана та Антоніна Пія, Британія перетворюється на одну з найбільш спокійних провінцій. Вершини свого розвитку регіон досяг у ІІІ та на початку IV століття, коли інші більшість європейських провінцій занурилися у глибоку кризу.
Процвітанню Британії сприяла низка факторів. Острів був відмежований від основних напрямів вторгнення варварів. Експорт металів та власні поклади золота сприяли накопиченню багатств, тоді Римська Імперія страждала від їх відтоку. Обмежене використання рабів і сусідство варварських територій — постачальників живої сили, — пом'якшувало кризу системи рабоволодіння, яка охопила античний світ. Відносно слабка урбанізація дозволяла землевласникам менше витрачатися на утримання міст, споруди та розваги для плебсу, які вже у ІІ столітті стало важким тягарем для класу декуріонів європейських провінцій.

## Населення

#### Племена та розселення.
На початок ІІ століття Римська Британія охоплювала території 19 кельтських племен. З них найбільшими були катувеллауни, добунни та коритани, найрозиненішими — белги, регни, атребати, кантіаки та дуротріги. Саме на їх землях відзначається найвища концентрація сільських поселень та вілл.
Розинені племена на півдні і сході Британії мали аристократичні столиці, розплановані на римський манір, так і мережу тубільних поселень, де розвивалися торгівля та ремесла. Існували численні села, вілли, придорожні станції, хутори.
На півночі Британії та у Уельсі міст майже не було, а основною формою розселення лишалися хутори.
Римський вплив був значним у колоніях та легіонних столицях. У ІІ ст. такими були міста Камулодун, Глевум, Ліндум, Ебуракум, Дева. Найбільшим містом острова став побудований на межі кількох племінних територій Лондиній, який користувався перевагами річкового та морського сполучення. Ці міста приваблювали ремісників та торгівців зі східних провінцій, насамперед із Сирії. Іммігранти приносили із собою відповідні культи (наприклад, в Лондинії існували храми Ісіди та Мітри). З ІІІ ст. у Британії поширюється християнство.
У ІІ-ІІІ ст. зростає культурний рівень племінних столиць: тут будуються амфітеатри, театри і терми, а будинки знаті перетворюються на класичні римські домуси, прикрашені мозаїками та статуями. Найвизначнішими романо-британськими центрами стали: у добуннів — Кориній, у белгів — Вента, у кантіаків — Дуровернум, у атребатів — Каллева).
Тим часом, значна кількість сільського населення, особливо в горах, до кінця римського панування лишаються «внутрішніми варварами» і виходять на арену ранньосередньовічної історії як кельтські племена.

#### Демографія та антропологія.
Особливістю населення Римської Британії був порівняно високий зріст чоловіків. В середньому британці досягали 169 см, а мешканці легіонного центру Ебуракума — 171 см. Такий зріст, серед іншого, свідчить про достатню якість харчування британців. Середній зріст жінок при цьому становив від 153 до 159 см.
Тривалість життя була малою. Чоловіки, які відзначили 15-річчя, жили в середньому 35 років, жінки — 32 роки. Судячи з аналізу поховань, дитяча смертність була невисокою, але й до 50-60 років британці доживали вкрай рідко.
Найдовше чоловіки жили у Коринії (42 роки) та Веруламії (40 років), жінки — у Дурноварії (42 роки) та Коринії (39 років).
Відповідно, для британців був характерний ранній шлюб та раннє народження дітей. Деякі епітафії вказують на жінок, які мали 6 і більше дітей у віці 25-30 років.
Дані поховань свідчать також про цивілізованість принаймні міського населення Британії. Так, частка травмованих черепів у військовому Ебуракумі складає 2,8 %, у Корінії — 1,1 %, а в Камулодуні — лише 0,7 %. Таким чином, рівень насильства не був високим.

#### Чисельність населення
Античні джерела не містять прямих вказівок, які дозволяють судити про чисельність населення Британії. Оцінки спеціалістів дуже різняться. За Саймоном Еплбаумом, щільність сільського населення складала 8-12 осіб на кв. милю, а поблизу доріг та річок — до 20 осіб. Все населення Британії він оцінює в півмільйона осіб. Колін МакЕведі та Річард Джонс вважають, що за роки римського панування чисельність британців зросла з 600 до 800 тисяч осіб і ще по 100 тисяч мешкали на території Шотландії та Ірландії.
Ці дані, однак, ідуть врозріз із даними про чисельність війська. Три легіони з допоміжними військами, з одного боку, потребували значного сільськогосподарського населення (дорослих чоловіків), а з іншого — мали протистояти не менш чисельним зовнішнім та внутрішнім варварам.
Про демографічний потенціал Британії свідчить також її здатність самостійно утримувати військо (близько 10 % загальноімперського) у ІІІ ст. та пізніший поділ на 4 провінції.
Доволі значним було і міське населення Британії. За Фрідою Пелегріно лише досліджені археологами 94 міста та ремісничих поселення острова мали сукупну площу близько 24,3 км2, що удвічі більше, ніж площа Риму у межах стін Авреліана. Хоча щільність забудови британських міст була невисокою, міське населення цілком могло перевищувати 300 тисяч осіб.
За рівнем розвитку, профілем і продуктивністю сільського господарства Британію можна порівняти із Белгікою та Нижньою Германією. Для останньої археологічні обстеження в районі Кельна дають оцінку щільності населення 14-17 осіб на км2. Якщо прийняти цю величину для розвиненої південно-східної частини Британії, і удвічі меншу — для західних і північних околиць, можна отримати 1,5-1,8 млн мешканців. Така величина співвідноситься з консервативними оцінками МакЕведі та Джонса для ХІ ст., тоді як на початку XIV ст. ті ж автори припускають для Британії та Уельсу 3,75 млн мешканців.
Про населеність доримської Британії можуть служити дані про чисельність повсталих у 61 р. н. е. племен іценів і тринобантів (80 тисяч осіб або 6-7 на 1 км2). З цього випливає, що в І ст. тубільне населення у межах мура Адріана становило максимум 1 млн осіб.

## Урбанізація
За даними Фріди Пелегріно, на теренах Британії знаходилося 135 міських поселень, не рахуючи десятків військових фортець. За формою управління міста поділялися на самоврядні (колонії, столиці племенних округів), військові (центри легіонів з прилеглими поселеннями) та вторинні центри з обмеженим самоуправлінням або без нього.
Вторинні центри могли бути або побудовані за римським зразком (Акве Суліс, Рутупії), з відповідним плануванням та громадськими спорудами, або ж мати характер торгово-ремісничих слобідок, які обслуговували прилеглу округу. Останніх була переважна більшість.
До міст римського типу можна віднести щонайменше 28 поселень загальною площею 1146 га. Вони мали міські стіни, регулярний план, терми, форум, у більшості випадків — водогін, амфітеатр, театр або цирк. Як показують розкопки, британські міста не були забудовані щільно. Для них характерні садиби з великими ділянками, сади тощо. Даміан Донев пропонує для міст придунайських провінцій щільність населення 120—150 осіб/га, проте в Британії вона могла бути ще меншою. Виключення становлять військові поселення з казармами (250—300 осіб/га).
Нерегулярні поселення торгово-ремісничого профілю рідко могли похизуватися благами цивілізації. Для них характерна півсільська забудова з численними майстернями, тавернами, амбарами та іншими господарськими спорудами, витягненими взовж основних шляхів. Загальна площа 66 подібних поселень становить бл. 1250 га, розміри ще 41 селища не встановлені.
Деякі з таких центрів були дуже значними. Наприклад, в районі сучасного Хорнкасла виявлено безіменне поселення площею 58 га, що більше, ніж деякі з найбільших міст Британії включно з сусіднею колонією Ліндум (40 га). Втім, щільність забудови таких поселень була в кілька раз меншою, ніж у «справжніх» містах.

#### Основні міста
- Лондиній (Лондон). Найбільше місто Британії, що поєднувало функції адміністративного та торгово-ремісничого центру. Права колонії отримало від Адріана. Тоді ж побудовано амфітеатр на 16 тисяч місць[15]. Форум з базилікою, численні храми римських та східних богів, водогін та значні терми[4]. Міські стіни епохи Северів охоплювали 128 га. Площа міста з передмістями — 160 га[13], населення — до 24 тисяч осіб. Значна східна діаспора.
- Ебуракум (Йорк). Столиця Нижньої Британії. Місто, пов'язане з імператорами Септимієм Севером, Констанцієм Хлором, Константином Великим. Збудоване у 71-72 роках як укріплений легіонний центр площею 19,4 га. Загальна площа забудови разом з колонією та канабою складала бл. 75 га[11]. Населення оцінюється у 10-15 тис. осіб. Ебуракум мав форум з базилікою, водогін, кілька термів та амфітеатр[4].
- Кориній Добуннів (Сайренсестер). Племінний центр і столиця пізньоримської провінції Britannia Prima. Збудований поряд з тубільним поселенням між 43 та 70 р. н. е. Центр багатого сільськогосподарського регіону з численними домусами. Мав водогін, терми, театр. Амфітеатр часів Траяна вміщував до 14 тис.[15]. глядачів. Стіни побудовані за Антоніна Пія охоплювали 97 га[4], при цьому площа забудови не перевищувала 70 га[13]. Населення — до 10 тис. осіб.
- Веруламій (Сент-Олбанс). Збудований як форт у 43-44 роках. Зруйнований під час повстання Боудікки і згодом відновлений. Права муніципія отримав за Флавіїв. Водогін, терми, численні храми, комплекс театру та амфітеатру сер. ІІ ст[4]. Площа 80-90 га[13], населення — не більше 10 тис. осіб.
- Камулодун (Колчестер). Збудований у 40-х роках. Знищений внаслідок повстання Боудікки і згодом відновлений. Перша столиця Британії. Мав статус колонії. Амфітеатр, театр, цирк (447 на 74 метри)[4], форум з базилікою та храмом Клавдія. Площа до 55 га[4]. Населення — до 8 тис. осіб.
- Глевум (Глостер). Збудований за Нерона. Столиця легіону, колонія з 96 або 98 р. н. е. Акведкук, терми, форум та базиліка часів Траяна. Площа 52 га[4]. Населення — до 10 тис. осіб.
- Віркононій Корновіїв (Wroxeter). Племінний центр, збудований між 57 та 90 р. н. е. Форум з базилікою часів Адріана. Водогін, терми, численні храми, ринок. Значний амфітеатр. Стіни охоплюють 82 га, забудована площа — не менше 50 га[4].
- Дева Віктрікс (Честер). Центр легіону. Заснований бл. 88 р. н. е. Амфітеатр часів Доміціана на 10 тис. місць[15]. Водогін, терми. Площа 47 га[13]. Населення — до 10 тисяч осіб.
- Ліндум (Лінкольн). Збудований як форт бл. 60 р.н. е. Статус колонії від 96 або 98 р. н. е. Складався з верхнього та нижнього міста, мав два форуми і два термальні комплекси[4]. Площа 41 га. Населення — 6-8 тис. осіб.
- Дуровернум Кантіаків (Кентербері). Племінний центр. Терми, форум, значний театр часів Доміціана. Важливий порт. Площа — 59 га[4].
- Вента Белгів (Вінчестер). Племінний центр, збудований неподалік тубільного поселення. Форум кінця І ст. Площа — 58 га[4].
- Іска Силурів (Карлеон). Племінний центр площею 45 га. Амфітеатр часів Веспасіана на 7,5 тис. місць[15].
- Рети (Лестер). Племінний центр, що отримав права муніципія від Траяна. Численні споруди доби Антонінів: форум, базиліка, терми, ринок, палестра, храми. Місто мало водогін. Площа — від 41[13] до 46 га[4].
- Новіомаг Регнів (Чичестер). Племенний центр, перебудований на римський лад за Веспасіана. Терми, храм Нептуна та Мінерви, форум з базилікою[4]. Амфітеатр І ст. на 4 тис. відвідувачів[15]. Площа 42 га.
- Дурноварія (Дорчестер). Племінний центр дуротрігів. Водогін, терми, форум з базилікою. Вже за Веспасіана збудовано амфітеатр на 10 тис. місць[15]. Площа 39 га.
- Іска Думноніїв (Ексетер). Племінний центр, що процвітав завдяки видобутку олова та свинцю. Регулярний план та форум часів Веспасіана. Водогін, терми, форум і базиліка І ст. Площа 37 га.
- Вента Іценів (Кайстор). Племінний центр. Численні пам'ятки ІІ ст.: водогін, терми, форум, численні храми, невеликий амфітеатр. Площа, за різними даними, 18[4] або 36 га[13].
- Каллева Атребатів (Сілчестер). Невеликий, але добре розвинений племінний центр. Водогін, терми, форум, численні храми. Більшість споруд датуються ІІ ст[4]. Амфітеатр часів Траяна вміщував до 10 тис. глядачів[15]. Стіни епохи Флавіїв охоплювали 40 га, з яких забудовано 32 га[13]. Населення — до 3 тис. осіб.
- Акве Суліс (Бат). Місто в області дуротригів, що розвинулося завдяки термальним водам. Площа міста 12 га[4], з передмістями — 35 га[13]. Ймовірно, тут існував театр.
- Ісуріум Бригантів (Алдборо). Племінний центр. Римський форт з 79 р. н. е. Амфітеатр, терми, форум. Стіни др. половини ІІ ст. охоплювали 20 га, загальна площа міста — 30 га[13].
- Лугуваліум Карветіїв (Карлайл). Форт 79 р. н. е. Площа від 28 до 32 га[13].
- Рутупії (Ричборо). Портове місто в області кантіаків. Площа 21 га[13]. Амфітеатр на 8 тис. відвідувачів[15].
- Вента Силурів (Кервент). Племінний центр площею 18 га. Амфітеатр на 4,5 тис. глядачів[15]. Водогін, два термальні комплекси, форум, храм Марса[4].

Інші міста з пам'ятками: Дуроконовіум (25 га), Манкуніум (21 га), Цезаромаг, Дуробріви (по 18 га), Корстопітум (16 га), Морідунум Деметів та Ліндініс (15 га), Венони (12 га), Петуарія (6 га).

## Римське керівництво
- Авл Плавцій (43-47)
- Авл Дідій Галл (52-57)
- Квінт Вераній (57-58)
- Гай Светоній Паулін (58-61)
- Публій Петроній Турпіліан (61-63)
- Марк Требеллій Максим (63-69)
- Марк Веттій Болан (69-71)
- Квінт Петіллій Церіал (71-74)
- Секст Юлій Фронтін (74-78)
- Гней Юлій Агрікола (78-84)
- Салюстій Лукулл (84/85-88/89)
- Тит Авідій Квіет (97-101)
- Луцій Нерацій Марцелл (101—103)
- Квінт Помпей Фалькон (118—122)
- Гней Фавстін Секст Юлій Север (131—133)
- Публій Муммій Сізенна (134—135)
- Квінт Лоллій Урбік (138 — 142—144)
- Гней Папірій Еліан (145—146)
- Гней Юлій Вер (154—158)
- Лонгін (158—161)
- Марк Стацій Пріск Ліциній Італік (161—162)
- Секст Кальпурній Агрікола (162—166)
- Квінт Антістій Адвент Постумій Аквілін (173—175 — 176—178)
- Ульпій Марцелл (178—184)
- Пертінакс (185—187)
- Луцій Арторій Каст (187—191)
- Клодій Альбін (191—197)
- Вірій Луп (197—200)
- Полленій Ауспекс (201)
- Гай Валерій Пуденс (202—205)
- Луцій Альфен Сенецій (205—207)
- Гай Юній Фаустін Постуміан (208—211)
- Гордіан I (216)
- Нижня Британія — Клавдій Ксенофонт (223)
- Нижня Британія — Тукціан (237)
- Нижня Британія — Ноній Філіп (242)
- Верхня Британія — Тит Дестіцій Юба (253—258)
- Аліпій Антіохійський (361—363)
- Марк (узурпатор) (406)
- Граціан (узурпатор) (407)